# Завальна вулиця (Київ)
Зава́льна вулиця — вулиця в Дарницькому районі міста Києва, місцевість Осокорки. Пролягає від Зарічної вулиці до садово-дачних ділянок «Нижні Сади». Є однією з вулиць старого селища Осокорки (на відміну від новопрокладених вулиць садово-дачних ділянок, які мають назву «Садова» та відрізняються лише номером).

## Історія
Завальна вулиця вперше згадується під сучасною назвою у 1933 році, ймовірно, як така, що знаходиться за штучним захисним (від весняної повені) валом. До середини 80-х років в Осокорках існувала також вулиця Навальна, ліквідована у зв'язку із прокладенням нової автомагістралі (Проспект Миколи Бажана).